# Leichtathletik-Weltmeisterschaften 2011/Teilnehmer (Kasachstan)
| Goldmedaillen | Silbermedaillen | Bronzemedaillen |
| ------------- | --------------- | --------------- |
| —             | 1               | —               |

Der kasachische Leichtathletik-Verband stellte bei den Leichtathletik-Weltmeisterschaften 2011 im südkoreanischen Daegu zwölf Teilnehmerinnen und zwei Teilnehmer.

## Ergebnisse

### Männer

#### Sprung/Wurf
| Athlet        | Disziplin  | Qualifikation | Qualifikation | Finale | Finale |
| Athlet        | Disziplin  | Weite         | Platz         | Weite  | Platz  |
| ------------- | ---------- | ------------- | ------------- | ------ | ------ |
| Jewgeni Ektow | Dreisprung | NMW           | NMW           | –––    | –––    |

#### Zehnkampf
| Athlet        | Disziplin | 100 m   | Weitsprung | Kugelstoßen | Hochsprung | 400 m   | 110 m Hürden | Diskuswurf | Stabhochsprung | Speerwurf | 1500 m      | Punkte | Platz |
| ------------- | --------- | ------- | ---------- | ----------- | ---------- | ------- | ------------ | ---------- | -------------- | --------- | ----------- | ------ | ----- |
| Dmitri Karpow | Ergebnis  | 11,24 s | 6,86 m     | 15,69 m     | 1,93 m     | 52,01 s | 14,64 s SB   | 47,10 m    | 4,80 m         | 46,91 m   | 4:58,41 min | 7550   | 21    |
| Dmitri Karpow | Punkte    | 808     | 781        | 832         | 740        | 724     | 894          | 810        | 849            | 543       | 569         | 7550   | 21    |

### Frauen

#### Laufdisziplinen
| Athletin                                                                       | Disziplin    | Vorlauf     | Vorlauf | Halbfinale         | Halbfinale         | Finale             | Finale             |
| Athletin                                                                       | Disziplin    | Zeit        | Platz   | Zeit               | Platz              | Zeit               | Platz              |
| ------------------------------------------------------------------------------ | ------------ | ----------- | ------- | ------------------ | ------------------ | ------------------ | ------------------ |
| Olga Safronowa                                                                 | 100 m        | 11,62 s     | 37      | nicht qualifiziert | nicht qualifiziert | nicht qualifiziert | nicht qualifiziert |
| Wiktorija Sjabkina                                                             | 200 m        | 24,09 s     | 31      | nicht qualifiziert | nicht qualifiziert | nicht qualifiziert | nicht qualifiziert |
| Margarita Mukaschewa                                                           | 800 m        | 2:04,24 min | 31      | nicht qualifiziert | nicht qualifiziert | nicht qualifiziert | nicht qualifiziert |
| Natalja Iwoninskaja                                                            | 100 m Hürden | 12,96 s     | 11      | 12,96 s            | 15                 | nicht qualifiziert | nicht qualifiziert |
| Anastassija Soprunowa                                                          | 100 m Hürden | 13,43 s     | 30      | nicht qualifiziert | nicht qualifiziert | nicht qualifiziert | nicht qualifiziert |
| Alexandra Kusina Wiktorija Jalowzewa Marina Masljonko Tatjana Chadschimuradowa | 4 × 400 m    | DNF         | DNF     |                    |                    | –––                | –––                |

#### Sprung/Wurf
| Athletin      | Disziplin  | Qualifikation | Qualifikation | Finale             | Finale             |
| Athletin      | Disziplin  | Weite/Höhe    | Platz         | Weite/Höhe         | Platz              |
| ------------- | ---------- | ------------- | ------------- | ------------------ | ------------------ |
| Marina Aitowa | Hochsprung | 1,89 m        | 19            | nicht qualifiziert | nicht qualifiziert |
| Irina Ektowa  | Dreisprung | 14,01 m       | 17            | nicht qualifiziert | nicht qualifiziert |
| Olga Rypakowa | Dreisprung | 14,33 m       | 6             | 14,89 m            | Silber             |